# La Peau de chagrin
Pour les articles homonymes, voir La Peau de chagrin (homonymie).
La Peau de chagrin est un roman d'Honoré de Balzac, faisant partie de La Comédie humaine, publié en 1831 par Gosselin et Canel dans les Romans et contes philanthropiques, puis en 1834 aux éditions Werdet dans les Études philosophiques. Une édition illustrée de 1837 chez Delloye et Lecou fait appel, avant Furne, à 124 artistes. L'édition Furne de 1845 place La Peau de chagrin en tête des Études philosophiques. Elle est dédiée à l'astronome Félix Savary.
Le texte a connu diverses prépublications dans les journaux de l'époque, sous forme d'extraits dans la Revue des Deux Mondes en mai 1831, sous le titre Une débauche, publié un mois plus tard dans le Cabinet de lecture et Le Voleur. La Revue de Paris publie à son tour une version du texte sous le titre Le Suicide d'un poète. Ces prépublications provoquèrent un engouement tel que l'ouvrage fut rapidement épuisé peu après sa publication définitive.
Cette œuvre peut être considérée comme le premier roman où Balzac montre sa vraie valeur.
Le thème central en est le conflit entre désir et longévité. La peau de chagrin magique représente la force vitale de son propriétaire et se racornit à chaque satisfaction de son désir, d'autant plus s'il vise à l'accroissement de puissance. Ne tenant pas compte de la mise en garde de l'antiquaire qui lui offre cette peau, le héros s'entoure de richesses mais se retrouve misérable et décrépit à la fin du roman.
L'expression « peau de chagrin » est entrée dans le langage commun pour désigner tout ce qui se réduit nécessairement à l'usage.

## Contexte et rédaction

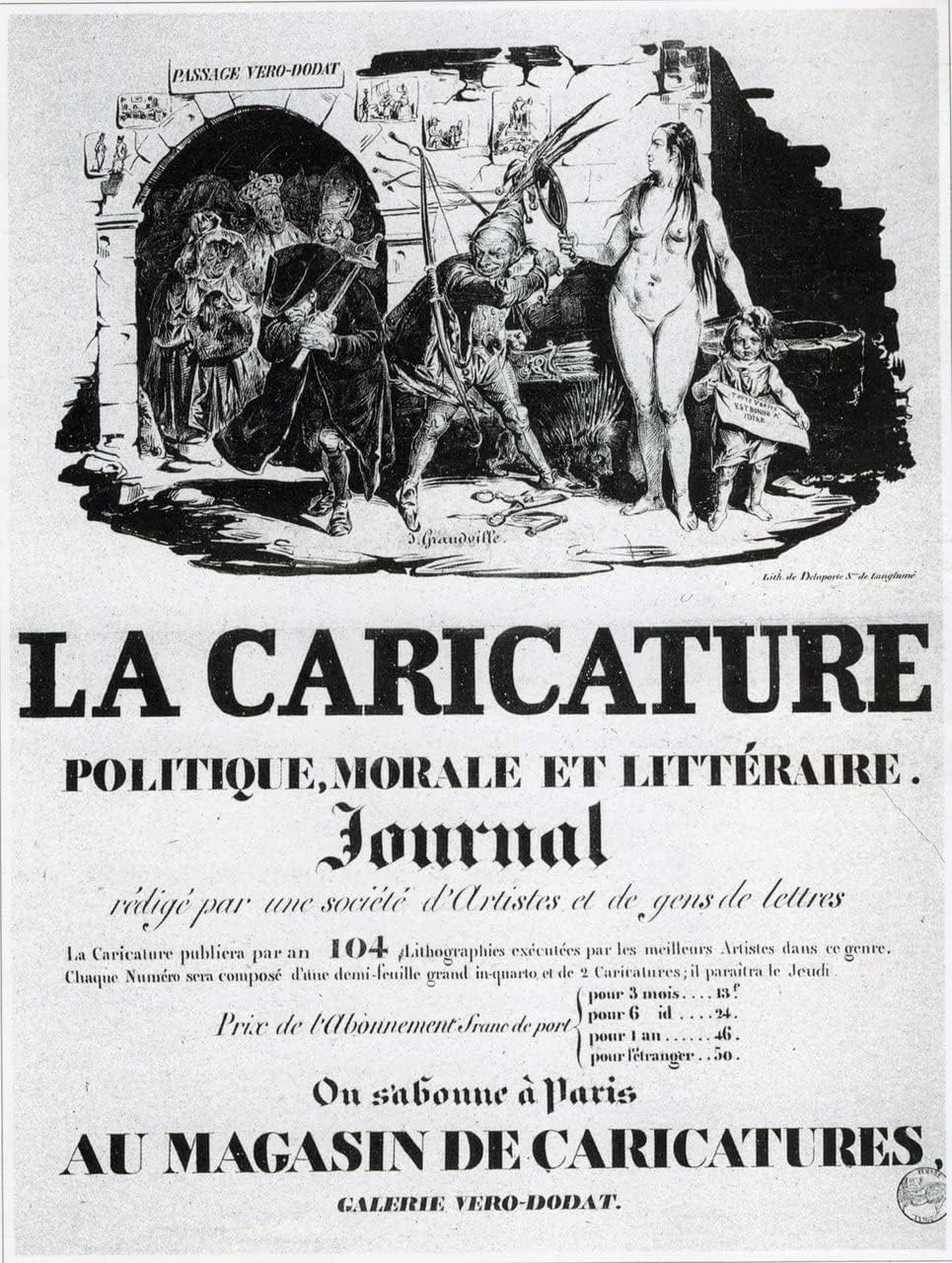
Balzac rendit publique l'écriture de son roman dans le journal parisien La Caricature.

Dès 1829-1830, Balzac est déjà célèbre grâce à la Physiologie du mariage, « livre brillant et sans vergogne qui prouvait une étonnante connaissance des femmes ». Il est reçu dans le salon de Juliette Récamier au même titre que les meilleures plumes. Sophie Gay l'accueille à son tour dans son salon où brillaient les jeunes romantiques, et le roman politico-militaire Les Chouans (souvent qualifié à tort de roman historique,), quoique échec commercial, révèle une plume respectable. Dès 1830, il est très lancé, et il va devenir un « homme du monde ». Il écrit dans la Revue de Paris, la Revue des Deux Mondes, La Mode, La Silhouette, Le Voleur et La Caricature. Il devient l'ami d'Émile de Girardin et signe de Balzac.
Le titre La Peau de chagrin apparaît pour la première fois le 9 décembre 1830, comme mention secondaire d'un article écrit par Balzac dans La Caricature sous le pseudonyme d'Alfred Coudreux. Son manuscrit comporte la note suivante, probablement écrite au même moment : « L'invention d'une peau qui représente la vie. Conte oriental. » Une semaine plus tard, Balzac publie dans La Caricature un extrait du récit sous le titre Le Dernier Napoléon, qu'il signe « Henri B… ». Dans ce passage, un jeune homme perd son dernier napoléon dans une maison de jeu parisienne et se rend alors au pont Royal afin de s'y noyer.

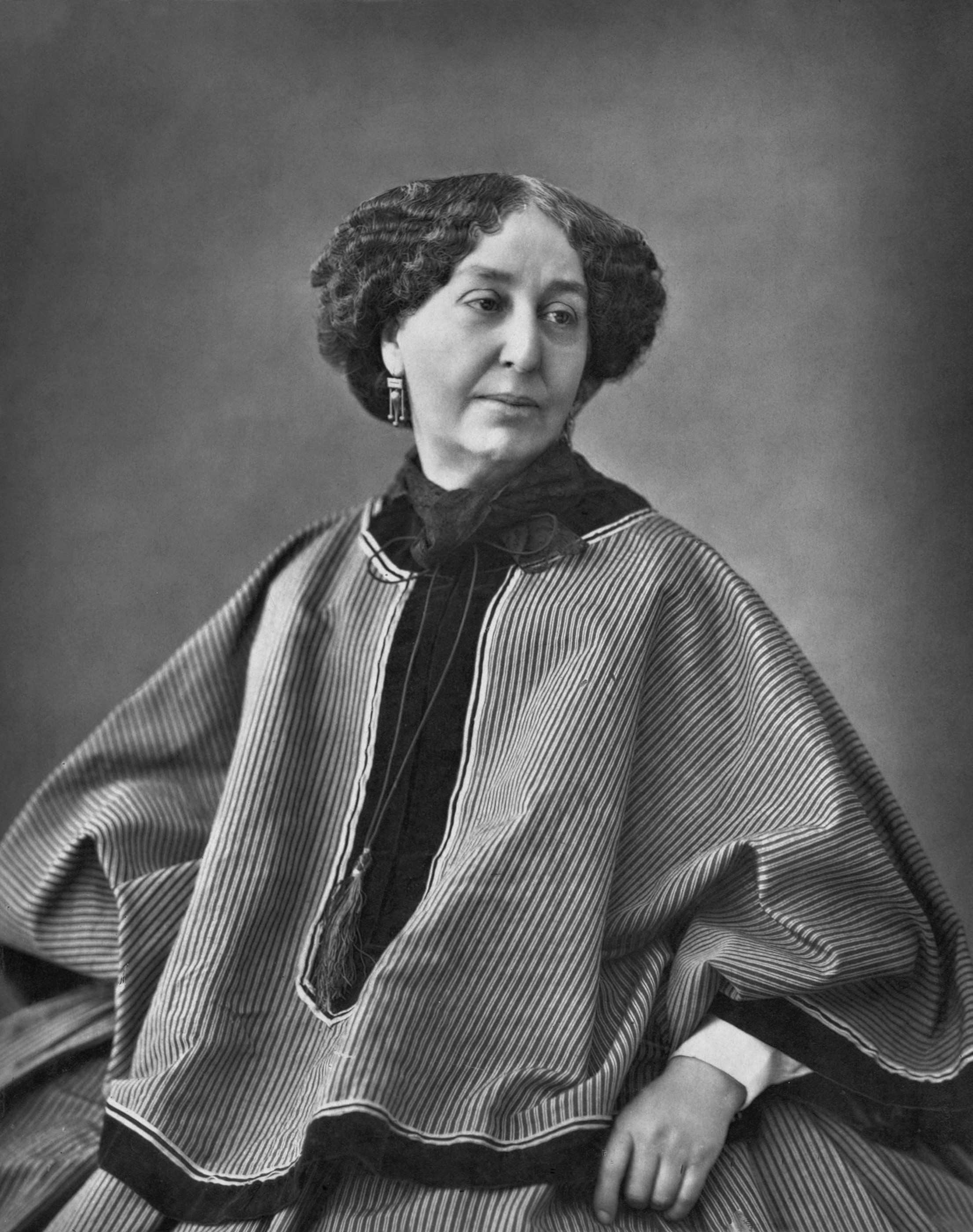
L'amie de Balzac, George Sand, fut parmi les premiers lecteurs du manuscrit alors qu'il approchait de son terme.

Durant cette première période, Balzac fait peu de cas de son projet littéraire. Il le considère comme 

« un long morceau contrastant avec le sens de la littérature, mais dans lequel l'auteur a cherché à introduire quelques-unes des situations caractérisant la vie difficile que les hommes de génie doivent connaître avant de réussir quoi que ce soit. »

Aux alentours de janvier 1831, ce projet suscite un intérêt suffisant pour permettre à Balzac de conclure un contrat avec ses éditeurs. Ils se mettent d'accord sur 750 exemplaires d'une édition in-octavo avec une part de 1 135 francs payés à l'auteur sur réception du manuscrit — pas plus tard que mi-février. Balzac délivre son roman en juillet. Pendant les mois intermédiaires, toutefois, il fournit de fugitifs signes de ses progrès inconstants.[réf. nécessaire]
Deux fragments supplémentaires apparaissent en mai, faisant partie du plan destiné à promouvoir le livre avant sa publication. Une débauche, publié dans la Revue des Deux Mondes, décrit une fête orgiaque qu'accompagnent d'incessants rires et discussions des bourgeois y participant. L'autre fragment, Le Suicide d'un poète, est imprimé dans la Revue de Paris ; il concerne les difficultés d'un aspirant poète qui essaie de supporter son manque d'argent.
Bien que ces trois fragments ne fussent pas connectés dans une narration cohérente, Balzac réunissait les personnages et les scènes de son roman en cours d'écriture.[réf. nécessaire]

## Réception
Le récit paraît finalement en volume en 1831. C'est un succès immédiat. Dès sa parution, ce livre suscite de l'intérêt bien au-delà des frontières françaises. Comme le note Stefan Zweig, Goethe en discute avec Eckermann à Weimar.
Balzac dira plus tard de ce roman qu'il est « la clé de voûte qui relie les études de mœurs aux études philosophiques par l'anneau d'une fantaisie presque orientale où la vie elle-même est prise avec le Désir, principe de toute passion ».

## Résumé
Le conte porte sur l'opposition entre une vie fulgurante consumée par le désir, et la longévité morne que donne le renoncement à toute forme de désir.

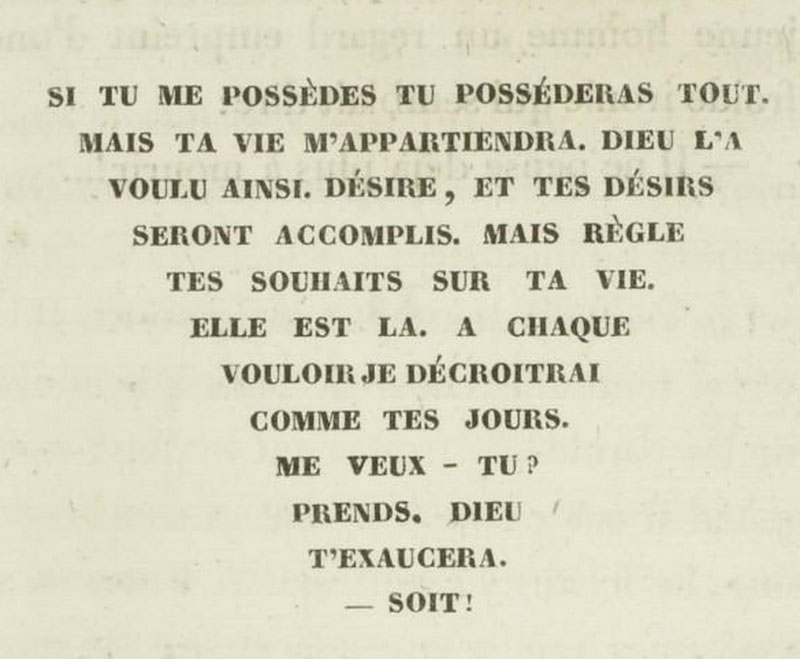
Le message gravé sur la peau magique.

Le jeune Raphaël de Valentin, après avoir perdu son dernier sou au jeu, a l'intention de se suicider. Il entre par hasard chez un antiquaire, où un vieil homme lui montre alors une « peau de chagrin » ayant le pouvoir d'exaucer tous les vœux de son propriétaire, comme l'indiquent les paroles qui y sont inscrites : « Si tu me possèdes, tu posséderas tout, mais ta vie m'appartiendra. » Le vieillard met en garde le jeune homme : chaque désir exaucé fera diminuer la taille de cette peau, symbole de sa vie : 

« Le cercle de vos jours, figuré par cette Peau, se resserrera suivant la force et le nombre de vos souhaits, depuis le plus léger jusqu'au plus exorbitant. »

Le jeune homme accepte ce pacte diabolique, trop désespéré pour bien mesurer les mises en garde de l'antiquaire. Dans un premier temps, Raphaël ne se préoccupe pas de cet avertissement et se lance dans des folies. Il devient immensément riche, mène grand train, connaît la gloire et les succès mondains. La peau lui procure l'énorme héritage d'un oncle. Mais très vite, le jeune homme passionné qui envisageait de produire une grande œuvre (La Théorie de la volonté), devient un être prématurément vieilli, dévoré par une maladie que ni les plus savants médecins ni les cures dans des villes d'eau ne peuvent sauver. Prenant conscience de l'inexorable rétrécissement de la peau, et du temps qui lui est compté, il en vient à vivre en reclus, espérant éviter toute occasion de formuler quelque vœu que ce soit. Sa survie devenant sa seule préoccupation, il constate que, bien que doté d'un pouvoir extraordinaire, il n'en a rien fait, et il meurt rongé d'amertume, foudroyé par un dernier désir, celui de vivre encore.

En dépit des précautions que Balzac prend dans sa préface pour dissocier la personne de l'écrivain des personnages et situations qu'il invente, il semble bien que Raphaël de Valentin s'exprime comme Balzac lui-même, qui veut tout : la gloire, la richesse, les femmes : 

« Méconnu par les femmes, je me souviens de les avoir observées avec la sagacité de l'amour dédaigné. […] Je voulus me venger de la société, je voulus posséder l'âme de toutes les femmes en me soumettant les intelligences, et voir tous les regards fixés sur moi quand mon nom serait prononcé par un valet à la porte d'un salon. Je m'instituai grand homme. »

## Un réalisme fantastique

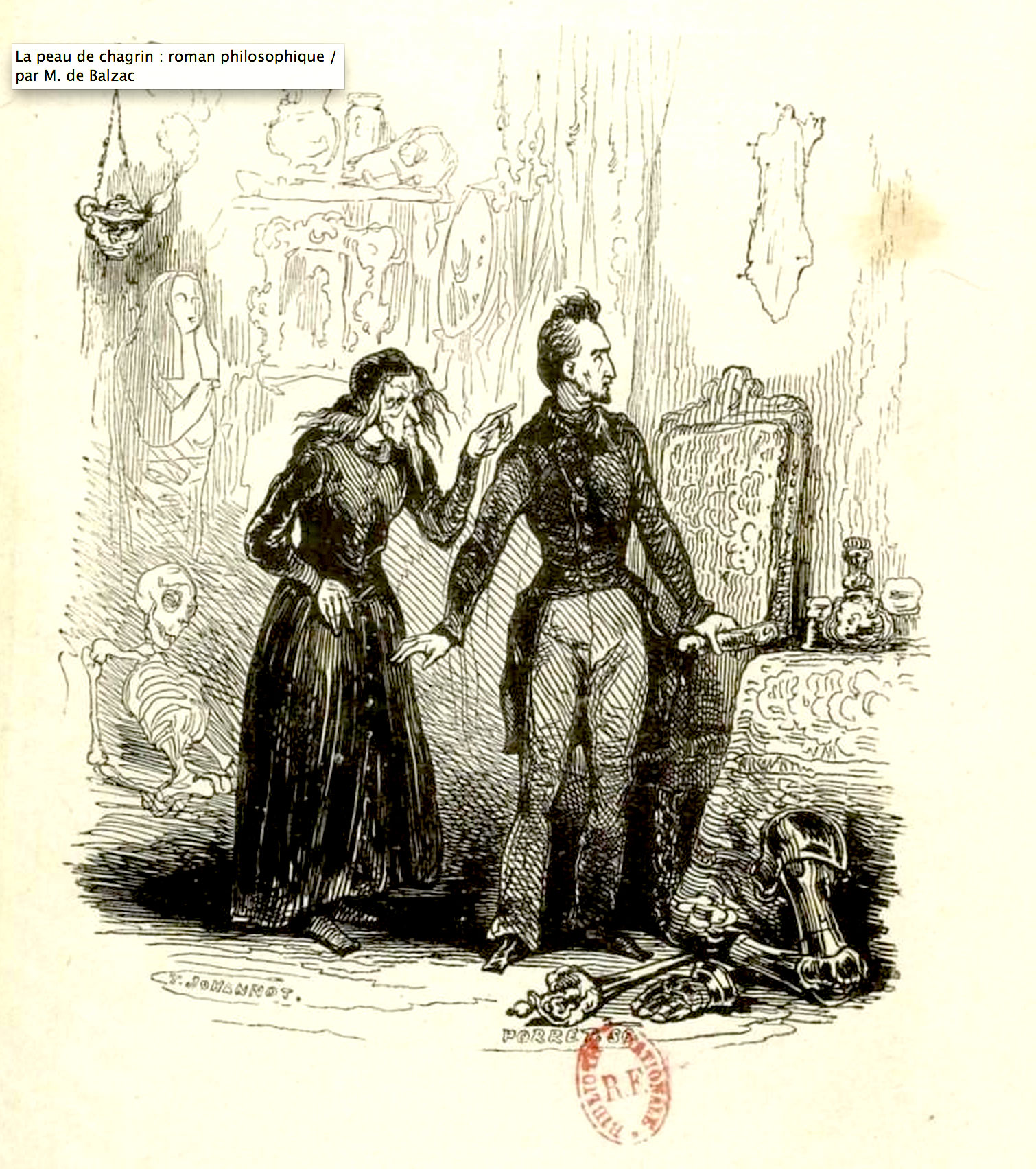
Illustration de l'édition originale de La Peau de chagrin.

Dans la préface de l'édition de 1831, Balzac expose une esthétique réaliste, selon laquelle le roman doit être un miroir de la réalité : « L'art littéraire, ayant pour objet de reproduire la nature par la pensée, est le plus compliqué de tous les arts. […] l'écrivain doit être familiarisé avec tous les effets, toutes les natures. Il est obligé d'avoir en lui je ne sais quel miroir concentrique où, suivant sa fantaisie, l'univers vient se réfléchir [...]. » Mais il ajoute peu après : 

« [...] il se passe chez les poètes ou chez les écrivains réellement philosophes, un phénomène moral, inexplicable, inouï, dont la science peut difficilement rendre compte. C'est une sorte de seconde vue qui leur permet de deviner la vérité dans toutes les situations possibles ; ou, mieux encore, je ne sais quelle puissance qui les transporte là où ils doivent, où ils veulent être. Ils inventent le vrai par analogie [...]. »

Ce serait donc une erreur de ne voir dans ce livre que du réalisme, au sens étroit du terme :

## Thématique
Derrière le conte fantastique se retrouve le thème classique du pacte avec le Diable : « Je t'offre la réalisation de tes désirs contre ta vie ou ton âme. » Il rappelle au lecteur que toute chose a un prix et que le bonheur perpétuel n'existe pas. Un choix est indispensable entre vivre plus intensément moins longtemps, et moins intensément plus longtemps. C'est d'ailleurs l'objet de la discussion entre Raphaël de Valentin et l'antiquaire sans âge qui lui offre la peau.
De façon plus générale, cette œuvre constitue une réflexion sur le désir : faut-il chercher à satisfaire tous ses désirs pour être heureux ?
L'édition de 1831 porte en épigraphe un dessin de Laurence Sterne, dans Tristram Shandy.

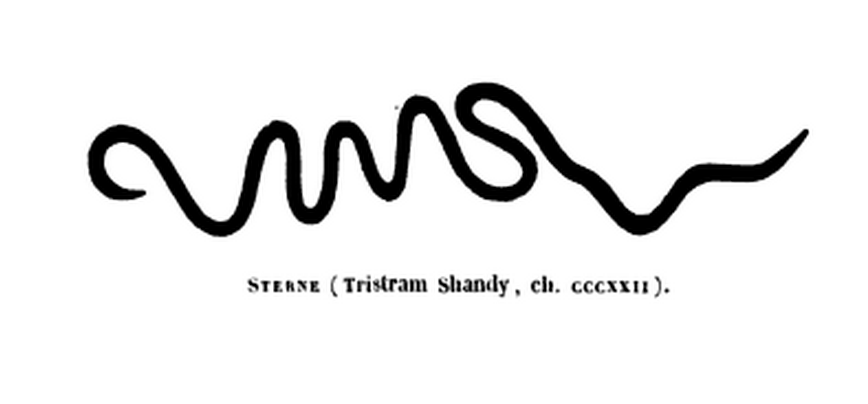
Épigraphe de l'édition de 1831 Gallica.

## Éditions illustrées
- La Peau de chagrin, première édition illustrée (100 vignettes gravées sur acier par Brunellière, Nargeot, Langlois d'après les dessins de Gavarni, Baron, Janet-Lange, François Marckl), Paris, H. Delloye et V. Lecou[24], 1838
- La Peau de chagrin, illustré de 16 hors-texte, Paris, éditions Jules Tallandier[25], coll. « Les chefs-d'œuvre de l'esprit », 1930

## Adaptations

### Adaptations musicales et chorégraphiques
- La Peau de chagrin, drame lyrique en quatre actes de Charles Lévadé (1869-1948), livret de Pierre Decourcelle et Michel Carré
- La Peau de chagrin (Die tödlichen Wünsche), opéra de Giselher Klebe (1959-1962)[26]
- La Peau de Chagrin, ballet en 2 actes, argument, chorégraphie et mise en scène de Peter Van Dijk, musique d'Ivan Semenoff, décors et costumes de Jean-Pierre Ponnelle, première le 1er avril 1960 à l'Opéra-Comique de Paris (salle Favart)[27]
- L'Os de chagrin, grand ballet et opéra-entr'acte de Yuri Khanon, opus 37-38 (1989-1990)[28]

### Adaptations au cinéma
- 1909 : La Peau de chagrin. France. Réalisation Michel Carré.
- 1915 : La Peau de chagrin (The Magic Skin). États-Unis. Réalisation Richard Ridgely.
- 1917 : La Peau de chagrin (Das Spiel vom Tod). Allemagne. Réalisation Alwin Neuß.
- 1923 : La Peau de chagrin (Slave of Desire). États-Unis. Réalisation : George D. Baker.
- 1939 : La Peau de chagrin (Die unheimlichen Wünsche). Allemagne. Réalisation Heinz Hilpert.
- 1943 : La Peau de chagrin (La piel de zapa). Argentine. Réalisation Luis Bayón Herrera.
- 1960 : La Peau de chagrin (Šagrenska Koža). Yougoslavie. Réalisation Vlado Kristl.
- 1992 : L'Os de chagrin[29] (Chagrenevaia Kost après l'opéra L'Os de chagrin de Youri Khanon, oc.38, 1990). Russie. Réalisation : Igor Bezroukov[30].
- 1996 : "Le désir dans la peau". France. Réalisation : Marc Dorcel

### Adaptations à la télévision
- 1980 : La Peau de chagrin. France. Réalisation : Michel Favart. Adaptation et dialogues : Armand Lanoux. Avec Marc Delsaert, Raphaël de Valentin ; Catriona MacColl, comtesse Fœdora ; Anne Caudry, Pauline Gaudin de Witschnau ; Richard Fontana, Horace ; Alain Cuny, l'antiquaire.
- 2010 : La Peau de chagrin, France, Belgique. Réalisation : Alain Berliner. Avec Thomas Coumans, Raphaël de Valentin ; Mylène Jampanoï, comtesse Fœdora ; Jean-Paul Dubois, général Gaudin ; Julien Honoré, Rastignac ; Jean-Pierre Marielle, l'antiquaire ; Annabelle Hettmann, Pauline Gaudin de Witschnau.